# NGC 1114
NGC 1114 ist eine Spiralgalaxie vom Hubble-Typ Sc im Sternbild Eridanus am Südsternhimmel. Sie ist schätzungsweise 153 Millionen Lichtjahre von der Milchstraße entfernt und hat einen Durchmesser von etwa 80.000 Lichtjahren. Die Galaxie gilt als Mitglied der NGC 1199-Gruppe (LGG 81).

Im selben Himmelsareal befindet sich u. a. die Galaxie NGC 1125.
Das Objekt wurde am 6. Oktober 1785 vom deutsch-britischen Astronomen Wilhelm Herschel entdeckt.